# Орден Изабеллы Католической
Орден Изабеллы Католической (исп. Orden de Isabel la Católica) — гражданский орден Королевства Испания, вручаемый за услуги, оказанные государству. Орден может вручаться иностранцам.

## История
Орден был учреждён 14 марта 1815 года испанским королём Фердинандом VII в честь королевы Кастилии Изабеллы I с первоначальным названием «Королевский Американский орден Изабеллы Католической», для награждения за проявление верности и усердия в защите испанских владений в Америке. 26 июля 1847 года Королевским декретом орден был реорганизован в награду за гражданские заслуги и стал называться «Орден Изабеллы Католической».
Королевским декретом 1998 года к основным степеням ордена были добавлены знаки отличия в виде серебряной и бронзовой медалей.

## Статут
Король Испании является Гроссмейстером ордена. Канцлером ордена является министр иностранных дел Испании. Грамота о награждении орденом скрепляется подписями обоих.

### Классы ордена
Орден имеет 6 классов:
- Первый класс
  -  Кавалер Цепи (исп. Caballeros del Collar) (не более 25 человек)
  -  Кавалер Большого креста (исп. Caballeros Gran Cruz) (не более 500 человек)
- Второй класс
  -  Командор 1 класса (исп. Encomienda de Número) (не более 800 человек)
  -  Командор (исп. Encomienda)
- Третий класс
  -  Офицерский крест (исп. Cruz de Oficial)
- Четвёртый класс
  -  Рыцарский крест (исп. Cruz de Caballeros)
- Пятый класс
  -  Серебряный крест (исп. Cruz de Plata)
- Шестой класс
  -  Серебряная медаль (исп. Medalla de Plata)
  -  Бронзовая медаль (исп. Medalla de Bronce)[2]

## Описание ордена
Знак ордена — крест красной эмали с расширяющимися рубчатыми концами и широкой золотой каймой и золотыми шариками на концах. Между перекладинами креста золотое сияние в виде сгруппированных лучей. На центральном медальоне Геркулесовы столбы, рядом увенчанные короной два полушария. Медальон окружён белой каймой с девизом ордена: «A LA LEALTAD ACRISOLADA» (За испытанную верность). Знак при помощи переходного звена в виде лаврового венка зелёной эмали подвешивается к орденской ленте либо орденской цепи.
Звезда ордена своим видом повторяет знак, но более крупного размера. Центральный медальон окружён лавровым венком, перевитым серебряной лентой с начертанным золотыми буквами девизом «A LA LEALTAD ACRISOLADA» вверху и «POR ISABEL LA CATÓLICA» (В честь Изабеллы Католической) — внизу. В верхней части лаврового венка коронованный овал синей эмали с вензелем «F.7.».
Цепь ордена: центральное звено в виде королевского герба Испании. Остальные звенья: пучок стрел с вензелем Фердинанда VII готическими буквами; центральный медальон знака ордена в лавровом венке.
Лента ордена белая, с жёлтыми широкими полосками по краям.

## Знаки ордена
| Insignia         |                               |                               |                        |                               |
|                  |                               |                               |                        |                               |
| Цепь             | Цепь — звезда                 | Большой крест                 | Большой крест — звезда | Командор 1 класса — звезда    |
|                  |                               |                               |                        |                               |
| Командор         | Дама-командор                 | офицер                        | Дама-офицер            | Кавалер                       |
|                  |                               |                               |                        |                               |
| Дама             | Серебряный крест              | Серебряный крест (для женщин) | Серебряная медаль      | Серебряная медаль(для женщин) |
|                  |                               |                               |                        |                               |
| Бронзовая медаль | Бронзовая медаль (для женщин) |                               |                        |                               |

## Некоторые известные награждённые
- Александр Дюма (отец) — французский писатель[3].
- Василий Орехов — белоэмигрант, журналист, содействовавший генералу Франко в вербовке русских добровольцев из европейских стран.
- Монсеррат Кабалье — испанская оперная певица.
- Майя Плисецкая — русская балерина.
- Ференц Дьюрчань — венгерский политик, бывший премьер-министр Венгрии.
- Диего Форлан — уругвайский футболист.
- Саддам Хусейн — с 1979 по 2003 год 4-й президент Ирака.
- Монирул Ислам — бангладешский художник[4].
- Нурсултан Назарбаев — бывший президент Казахстана.
- Фумио Кисида — премьер-министр Японии.
- Фумихито — наследный принц Японии.
- Синдзо Абе — бывший премьер-министр Японии.
- Микель Артета — испанский футболист и тренер.

## Галерея
- Знак на орденской цепи
- Инсигнии ордена степени Большой крест на цепи
- Инсигнии ордена степени Большой крест